# Bonvilar
El Bonvilar és una muntanya de 334 metres que es troba al municipi de Terrassa, a la comarca del Vallès Occidental.
Al cim podem trobar-hi un vèrtex geodèsic (referència 286117001).